# Москопоље
Москопоље (алб. Voskopojë, Voskopoja, цинц. Moscopole, грч. Μοσχόπολις) је древни цинцарски град, који се налазио у данашњој југоисточној Албанији. Данас је мало планинско село у области Корча са 700 становника (2000).

## Географски положај
Западно од Корчанске котлине, на висоравни планине Островице, некада се уздизало Москопоље. Висораван има надморску висину од око 1200 m, и окружена је високим планинским врховима. Главна саобраћајница, до града Корче, води низ стрму падину, тако да је пут напоран, иако је удаљеност само двадесетак километара. Ако се у обзир узме још и чињеница да у околини практично нема обрадивог земљишта, може се лако закључити да је место неподесно за формирање трајног људског станишта. Ипак, сматра се да је на том месту постојало сточарско насеље још у римско доба.

## Историја
Град се именом први пут помиње у 13. веку, али свој највећи процват доживљава у XVII и XVIII веку. Различити извори наводе различит број становника Москопоља у његовом зениту: од 50.000 па и до 80.000. По другом извору, место су основали Цинцари око 1330. године.
Иако је град био цинцарски, етимологија говори да је место прво било словенско. Моск у словенској језичкој основи значи влажан или хладан, тако да би у принципу превод гласио влажно поље или хладно поље.
Становништво су сачињавали готово искључиво Цинцари. У граду је цветало занатство и трговина, а многи његови становници су предузимали трговачка путовања и у далеке крајеве. Доста их је уточиште нашло у Угарској. Помиње се 1725. године пре таначом у Будиму, финансијски спор, између Косте Димитријевића Арнаутина (али и Грк) и турског трговца из Москопоља и брата му старијег Антонија. Поп Михаил из Москопоља је 1754. године добио синђелију у угарском градићу Мишколцу, за пароха. Марљиви, добро повезани и поуздани, Цинцари су на Балкану практично представљали прву неформалну транспортну компанију. Тако стечено богатство се углавном сливало у Москопоље, па је стога сасвим разумљиво да је неприступачност самог места у немирним временима у ствари била и његова главна предност.
Куће су грађене од резаног камена, а улице су биле поплочане и уређене. На трговима су се налазиле зидане чесме са водом доведеном са планинских извора. По предању, град је имао чак седамдесет две цркве. Москопољске грађевине важиле су за величанствене, барем што се региона тиче, па су уз име града често помињани епитети “славно” и “сјајно”. Грчка школа је ту отворена 1750. године. У месту је био рођен барон Сина.
Од москопољских храмова најзнаменитији је био онај посвећен Св. Николи. Та црква је имала седам купола, а фреске су рађене у 18. веку. Олтар је био уметнички дрворезбарен, са иконостасом из 1743. године. Помиње се 1732. године поп Јања као свештеник у Москопољу. Због плоча и украса од фајанса рађених у 18. веку, интересантне су и православне цркве посвећене Св. Богородици и Св. Атанасији. Надомак Москопоља налазили су се сакрални објекти као споменици 17. века: манастир Св. Подроме као и најстарија москопољаска црква Св. Параскеве. Манастир зван "Москопољски" су проучавали руски истраживачи у 19. веку и он је значајан за српску историју због бројних споменика.
Москопоље је било културни и верски центар региона. Око 1730. године је основана штампарија у којој су штампане књиге на грчком и цинцарском. Ту је издата и прва граматика цинцарског језика. О толерантности и прагматичности Москопољаца сведочи и четворојезични речник (цинцарско-грчко-албанско-бугарски), који је приредио око 1780. године тамошњи извесни учитељ и поп Данил. Речник је био намењен превасходно трговцима и кирајџијама. У "Мосхопољу" је половином 18. века живео учитељ (дедикат) Симеон Стефановић којем је Доситеј Обрадовић 1770. године, посветио своју књигу "Ижица".

## Пад
Прво разарање Москопоља догодило се 1769. године, и то је крај његовог златног доба. Москопољци, по националном осећају Ромеји, здушно су подржавали пелопонеске устанике, чији је устанак против турске владавине те године био угушен. Околно муслиманско становништво, одавно љубоморно на благостање хришћанског града, једва је дочекало прећутно одобрење турских власти, и кренуло у пљачку. До тада у граду је било 12.000 кућа и око 80.000 становника. У њему је 20 православних цркава, штампарија и велика библиотека.
Ратне 1788. године обесни Арнаути су "с лица земљина збрисали богату, цветну, напредну и велику Цинцарску варош Москопоље". Велики број трговаца и занатлија се преселио из уништеног града у Битољ, који је од тад просперирао.
После тог догађаја, Москопољци су се расули по околним земљама, носећи са собом, по правилу, и поприлично богатство. Образовани и способни, лако су се сналазили у новим срединама и брзо пробијали у интелектуалну, политичку и економску елиту.
Игњат Алојзије Брлић српска католичка породица из Славонског Брода, у својој другој и трећој књизи Успомене на стари Брод спомиње православну цркву и описује спомен плоче двојице православних свештеника: Око исте године, 1780. саграђена је црква и посвећена св. Георгију. Први парох бијаше Василије Косић… У цркви самој нема старих натписах, ал крај цркве находе се два гроба с плочама на којима је написано: 1. Еде почивајет раб Божи Хаџи Вресто Боровић, житељ Бродски, рожден у Мацедонији, вароши Москопоље поживе лет: 60 престависја Аугуста 28 лета 1786. У Броду. 2. Еде почивает раб Божи Санко Димовић, житељ Бродски, рождени во Мацедонији, вароши Москопоље, поживи 70 лет, престависја лета 1787. јануара 19. Иако је црква на тој локацији срушена у Другом светском рату, као и новија на другој локацији, у рату деведесетих година 20. века, ове старе надгробне плоче су сачуване и ограђене ниском оградом, а око њих је у данашње време паркинг за ауте. Гробови се налазе преко пута градске пијаце и у близини градске болнице.
- Гробна спомен плоча двојици православних свештеника из Славонског Брода, 18. век. Обојици је родно место Москопоље, по натпису, тада у Македонији, а данас у Албанији
- Гроб православног свештеника хаџи Вресте Боровића. Рођен је у Македонији у вароши Москопоље. Живео је 60 година, а умро је 28. августа 1786. године
- Гроб православног свештеника Саика Димовића. Рођен је у Македонији у вароши Москопоље. Живео је 70 година, а умро је 19. јануара 1787. године

Наум Крнар родоначелник београдских Наумовића, био је родом из Москопоља у другој половини 18. века. Потицао је из тамошње богате трговачке породице, а и сам се бавио трговином крзном и кожама. Наум је много путовао својим послом, стварао везе и просперирао. Добро се снашао у Србији, где се пре Првог српског устанка упознао са Карађорђем и виђенијим Србима. Када је почео устанак избегао је и он "сечу" у једном хану у Ћуприји. Одметнуо се са групом јужносрбијанаца и прикључио чети Зеке Буљубаше. Наим се истакао у борбама код Шапца и на Мишару и допао вожду Карађорђу. Како је Наум био врло писмен човек и зналац више језика узео га је Карађорђе за личног писара. Иако је имао супругу и сина у родном месту, силом прилика опет се оженио у Србији, о оставио друго потомство. По пропасти Првог српског устанка избегли су он и Карађорђе у место Хотин у Бесарабији. Тамо је наставио да се бави трговином али и револуционарним радом. Ушао је у завереничку Хетерију, и убедио и Карађорђа да приступи. Пут их је водио и у Русију код цара. Кренули су Карађорђе и Наум са једним Грком пратиоцем, у Србију да дижу устанак 1817. године. Како је Карађорђе обавестио кума Милоша Обреновића о свом доласку, овај је наручио да се изгнаници убију. Милошев кум Вујица Вулићевић је платио неком Новаковићу да секиром убије Карађорђа, а пратњу из пиштоља. Био је Наум са Карађорђем током устанка, и касније делио судбину, да би и заједно погинули у Радовањском лугу. Милош је наредио да им се обојици скине кожа са главе, напуни сеном и пошаље као доказ султану у Цариград. Почивала су им тела у селу Радовању, а одсечене лобање закопане уза зид Саборне цркве у Београду. Захваљујући Милошу Обреновићу који се побринуо о породици Наумовој, његов син Јоца Наумовић је постао официр након школовања у Русији, и доспео у Србији, до командира гарде, под Александром Карађорђевићем.
Град је затим константно узнемираван, а још два пута је формално разаран: 1788. године, и коначно, 1821. године, под вођством Али-паше Тепелинија.
Насеље се скоро сасвим угасило у првој половини 20. века. Иако је град константно рушен 150 година, он је опстао и имао обрисе града све до 1916. године када је ту било око 400 кућа, док нису новембра те године град напали побуњеници (Албанци) под командом албанског националисте Сали Бутке и све сравнили са земљом. Остаци рушевина се још увек могу видети. Бутка и његова банда заслужни су за брисање града  Москополе 1916. године, просперитетне метрополе у 18. веку. Иако је град пре тога доживео два страховита разарања Сали Бутка га је избрисао са листе постојања. Албанске трупе су брутално масакрирале већину његових арумунских становника, а преживели су били приморани да побегну у оближњи град Корчу.У рушевинама је око 1932. године преостало око стотину породица.
Москопоље не треба мешати са Воскопојом, албанским селом које је касније настало у непосредној близини.
У свести Цинцара, Москопоље је добило митску димензију, постало је њихов “изгубљени рај” и симбол етничке посебности, иако су се одувек национално, културно и историјски осећали Ромејима. Ипак Мис Паулина Ирби у својој путописној књизи кроз наше земље, пише да су Грци Цинцарима усадили свијест да су они и сами Грци, тј да су их обманули.

## Познате личности
- Наум Крнар
- Наумовићи
- Васа Лазаревић
- Ђока Анастасијевић
- Чеда Михајловић